# Peter Hipnos
Los cuentos de Peter Hynos (en inglés, Tales Of Peter Hypnos), y simplemente Peter Hipnos en la recopilación realizada en 1985 por Josep María Beà, su propio autor, es una serie limitada de historieta fantástica, publicada en 1975 y 1976, que relata las sucesivas visitas a otros mundos (tal vez pesadillas) de un muchacho en su deambular. Pensada originariamente para las revistas de terror de la editorial estadounidense Warren Publishing, su trayectoria editorial ha sido muy azarosa, no contando todavía con una edición integral en castellano.

## Contexto e inspiración
El propio Beà explica que inició esta serie en una época de cansancio del género de terror, al mismo tiempo que se entusiasmaba por el trabajo de ilustradores como Arthur Rackam, J. J. Grandville, Heinrich Kley,  Max Klinger, 

pero sobre todo el pintor Max Ernst, que en su fascinante obra Una Semaine de Bonté me contagia la necesidad de usar el collage utilizando grabados extraídos de revistas del siglo XIX. La descontextualización e integración aleatoria de estos grafismos en la serie de Peter Hipnos me permite crear un clima que va conformándose por sí mismo, sorprendiéndome a medida que elaboro la viñeta.

Del mismo modo, el autor también ha manifestado que para aplicar todo esto se le "ocurrió hacer algo en la línea de Lewis Carroll, protagonizado por un niño". El apellido del protagonista procede, sin embargo, del relato homónimo del escritor estadounidense H. P. Lovecraft, publicado por primera vez en mayo de 1923 en la revista National Amateur.

## Trayectoria editorial
Originariamente la primera historieta fue publicada en el número 2 de la revista española Spirit en junio de 1975, en la sección "El archivo de Will Eisner" donde el maestro americano presentaba a los que consideraba mejores artistas internacionales.
La segunda y la tercera lo fueron en los números 73 y 76 de la revista estadounidense Eerie, correspondientes a marzo y agosto de 1976. Ese mismo año aparecería en Australia un álbum editado por Gredown, que presenta todas las historietas conocidas de la serie, incluyendo un par que no ha vuelto a ser editadas jamás. 
Las historietas originales han sido además retocadas tanto en la edición de Warren Publishing (1976), como en la de Beà para la revista Rambla (1983-84).

## Argumento
La serie se compone de los siguientes relatos:
- "La fábrica de monstruos", 8 p.

En su camino a la escuela, Peter se desvía en pos de una extraña melodía que le conduce a una fábrica donde se modifica mecánicamente a los seres humanos, tornándolos gigantes, cabezudos o sustituyéndoles su cabeza por la de un animal. Como Peter se negara a someterse a ninguno de estos estrambóticos procesos, ha de huir arrojándose por la azotea.
- "Voyage To The Final Hole" ("Viaje al agujero final" en Vampus n.º 60), 11 p.

Mientras se halla en el campo, Peter es absorbido por una rosa que aumenta de tamaño, mientras él sufre un continuo proceso de empequeñecimiento que le lleva a caer de una dimensión a otra, todas pobladas por extraños seres que le miran con envidia, pues no queda atrapado en ninguna. Llega así hasta el último agujero, del que sale justo frente a la rosa.
- "The Silver Key" ("La llave de plata"  en Vampus n.º 61), 9 p.

Durante un paseo, Peter pone en cuestión las bondades que un pintor atribuye a la casa representada en su cuadro, así que este, enojado, lo empuja dentro. Allí recibe una llave de plata que permite regresar al mundo real, pero enseguida se la arrebatan. Emprende entonces la búsqueda de la llave con un compañero todavía más desesperado que él, pues se está transformando en vegetal, a través de ese mundo de lo posible, primero a lomos de un caracol gigante y luego en una especie de globo mecánico. Llegan finalmente a la Casa de la llave de plata, sólo para encontrar una montaña de ellas. Mientras su compañero se rinde y se deja arrastrar por un largo gusano que va incorporando en su seno multitud de seres, Peter no ceja en su empeño, y animado por el guardián de las llaves (identificado como Lovecraft en la versión de 1984), abre la puerta con la primera que coge, regresando a su hogar.
- "Games Around Reality"

- "Short Trip To Old Age"

- "The Solution In A Mirror" ("La solución en el espejo" en Rambla n.º 15), 5 p.

Peter cae en la trampa de dar la mano a la que asoma por una pequeña oquedad, y es absorbido hacia un mundo fantástico, sufriendo en el proceso enormes deformaciones. Al reflejarse en un espejo, vuelve a verse en su estado habitual y por él se intercambia, dejando en este mundo su reflejo deformado. Pronto volverá, sin embargo, a encontrarlo en la casa de los espejos que se ha instalado en su pueblo con motivo de la feria local.
- "A Walk Through The Subconscious" ("Viaje al inconsciente" en Rambla Extra Navidad), 10 p.

Mientras Peter pesca en el río, una mosca le ruega que la siga para salvar a un borracho llamado Dan, accediendo a pronunciar unas palabras que lo introducen en su cerebro. Allí esquiva a las resistencias y hace volar con una carga de dinamita la entrada de los contenidos reprimidos, logrando con ello que Dan recupere las ganas de vivir.

## Estilo
En esta obra, Beà incorporara por primera vez grabados decimonónicos a sus propios dibujos, siguiendo el ejemplo de las novela-collage de Max Ernst, cuya obra había conocido en París. Para ello, Beà "compraba los libros de grabado por duplicado, uno para guardar y el otro para recortar y pegar en las historietas", logrando, en palabras de Will Eisner, una "integración brillante del estilo actual, muy fluido, con los fondos rococós y decorativos, en una técnica doble que da fuerza y humor a cada viñeta".
El maestro americano señala también que, en su talante experimental, "evoca mucho del sentido y aspecto del Little Nemo de Winsor McCay".

## Interpretaciones
M. Barrero ha señalado que la segunda y tercera historia simbolizan una toma conciencia de la estratificación social y de la "actitud conformista de la masa".